# José Gaudêncio Correia de Queirós
José Gaudêncio Correia de Queiroz (São João do Cariri, 13 de setembro de 1881 — ?, 1 de agosto de 1953) foi um advogado, magistrado e político brasileiro.
Era filho de Manuel Gaudêncio Correia de Queiró, um coronel da época. Foi casado com Oda Brisabel de Queirós, tio de Álvaro Gaudêncio Filho (deputado federal pela Paraíba de 1971 a 1983) e tio-avô de Álvaro Gaudêncio Neto (deputado federal pela Paraíba de 1995 a 1999). Morreu durante o seu mandato como deputado em 1953.
Formado em ciências jurídicas e sociais pela Faculdade de Direito de Recife (1903), atuou na área como promotor e juiz. Também foi diretor do jornal da Paraíba, A União. Entre os anos de 1926 e 1928, foi procurador-geral da Paraíba e atuou como advogado do Lóide Brasileiro. 

## Vida Política[1]
- Em 1930, participou da Revolta da Princesa, atual Princesa Isabel (PB), em oposição ao governo estadual.
- Ainda em 1930, foi eleito senador .
- Refugiou-se na Capitania dos Portos após o assassinato de João Pessoa.
- Perdeu seu mandato de senador após a revolução de 1930.
- Com o estabelecimento do Novo Regime, exilou-se em Portugal.
- Após retornar ao Brasil, foi professor da Faculdade de Ciências Econômicas do Rio de Janeiro (1935-1938).
- Em 1945, após o término do período do Estado Novo, candidatou-se a deputado federal pela Paraíba.
- Em 1950 foi eleito deputado federal constituinte pela Paraíba, na legenda da União Democrática Nacional (UDN).